# 硝基胍
硝基胍（代号：NQ或NGu）是一种性能良好的耐热钝感炸药，具有热稳定性好、爆温低等优点，可与硝化甘油及硝化棉一同组成三基火药“冷火药”，用以降低炮膛烧蚀，延长炮管寿命。20世纪80年代后，该药因其钝感特性而被选为多种混合炸药的组成成分，受到多国研究人员关注。此外，硝基胍还具有较强的反应能力，是有机合成和炸药工业的重要中间体。

## 物理性质
硝基胍属正交晶系，空间群为Fdd2，其晶胞参数为：a=1.70621nm，b=2.4862nm，c=0.35940nm，V=1.5745nm3。其分子内3个C-N键键长、键角近似，且键长介于C-N单键与C-N双键之间，即碳原子与3个氮原子间产生了共轭效应，构成以碳原子为中心的稳定结构。此外，该分子中还存在大量氢键，进一步提升了其稳定性。
硝基胍有2种结构式，即硝胺结构的(I)式和硝亚胺结构的(II)式。一般认为固体状态下硝基胍为(II)式结构，溶液状态下则存在两种结构的平衡。部分早期文献还将硝基胍分为两种晶型，即以硫酸作用于硝酸胍，再用水沉淀出的α型和以硫酸作用于双氰胺制得的β型。该说法后经实验证伪，用两种方法制得的硝基胍只存在外形差异，并不存在晶型和分子结构的区别，且两种外形可在一定外部条件作用下互相转变。
硝基胍不吸湿、不挥发，微溶于常温水、甲醇、乙醇、丙酮、乙酸乙酯、苯、甲苯、四氯化碳、二硫化碳等常规溶剂，溶于热水、硫酸、硝酸、碱液及吡啶、二甲基亚砜、二甲基甲酰胺。
硝基胍晶体密度为1.715g/cm3，假密度为0.96g/cm3，但其一般工业制成品假密度仅为0.25g/cm3，从甲醇中迅速结晶提取则可将该值提升至约0.4g/cm3。一般工艺生产的硝基胍熔点约为232°C，降低粒径可以小幅提高熔点至约240°C。此外，硝基胍热安定性能较为良好：100°C下放置48小时失重约0.18%，第二个48小时失重约0.09%，100小时内不爆炸。

## 化学性质
硝基胍具有弱碱性，可以与部分强酸反应生成对应盐，但与此同时，它也会在与浓硫酸一并加热时水解，放出氧化亚氮、二氧化碳与氨气。硝基胍的浓硫酸溶液在室温下放置一段时间也会发生该水解反应，此时用水稀释溶液也无法再析出硝基胍沉淀。反应方程式如下：
{\displaystyle {\rm {NQ+H_{2}O\rightarrow N_{2}O+CO_{2}+2NH_{3}}}}
硝基胍在碱性环境下可水解生成氨、硝基脲及硝基脲的分解产物尿素、硝酸。在多重因素作用下，硝基胍还会在一段时间后呈现出近似于酸的性质。
硝基胍可在一定温度下与硫酸肼溶液反应，生成N-氨基-N'-硝基胍，随后该物质可在不同条件下与亚硝酸反应分别生成叠氮化硝基脒和硝氨基四氮杂茂，这三种产物均具有一定的爆炸性能。反应示意图如下：
硝基胍在烷基二胺作用下能够生成环状化合物并放出氨，此外，该环状产物还容易被进一步硝化从而生成对应硝胺。以乙二胺为例的反应如下：
硝基胍经一定条件还原可以获取亚硝基胍和氨基胍，二者在有机化学领域均有所应用。
此外，硝基胍还具有多种特征反应：它可与二苯胺的硫酸溶液反应呈现蓝色；在约25%的硝基胍溶液中滴入饱和硫酸铁铵溶液，再加入低浓度氢氧化钠溶液可呈现近似品红的颜色；将硝基胍溶于醋酸并稀释至10%，以锌粒处理并放置约15分钟后过滤，此时滴入硫酸铜溶液可呈现深蓝色，溶液沸腾后会放出气体并析出金属铜。

## 制备工艺
硝基胍主要由硝酸胍经浓硫酸处理得到。该法基本流程为：在较低温度下将硝酸胍加入浓硫酸中形成硝基胍的硫酸盐；在产物中加水稀释沉淀得到硝基胍；离心分离硝基胍与硫酸；洗涤获得含水25%的硝基胍产物；通过减压骤冷获得最终产物，其含水量约为6%。
使用硫酸法制备硝基胍的反应速率与产率受到多重因素影响。反应速率与浓硫酸的浓度正相关，当浓度降至82%时，反应速率大幅下降，当浓度继续降至80%左右时，反应停止。减小硝酸胍粒径有助于反应速率的提升，维持反应时的环境温度在一定区间也可助于硝酸胍溶解和促进反应进行。此外，反应结束后也应当控制温度，进而保证硝基胍完全析出。
除硫酸法外，硝基胍还可通过多种方法制得。硝酸法将浓硝酸与硝酸胍经一步反应直接制取硝基胍，再经冷冻稀释结晶获取高纯度产物，总体产率可达90%。双氰胺法将双氰胺与60%硫酸在一定温度共热生成硫酸胍，再加入过量浓硝酸反应得到硝基胍，最终产率约91%。此外，双氰胺还可与硝酸铵熔融共热生成硝酸胍，再以浓硫酸处理得到硝基胍。

## 爆炸性能
硝基胍的氧平衡为-30.7%，属负氧平衡炸药。其爆容为1042L/kg，爆压26.8GPa，密度1.58g/cm3时爆热3.4MJ/kg。硝基胍的爆速与其密度正相关，1.55g/cm3时为7650m/s，1.77g/cm3时为8546m/s。

## 毒性及危害
按照中华人民共和国工业毒物急性毒性分级，硝基胍属微毒级毒物。在雌雄大鼠急性毒性实验中，两种性别实验动物半数致死量均超过5000mg/kg，中毒症状包括尿液出现白色晶体、血尿、腹泻、鼻周及口周出现血性分泌物、体重减轻等，部分症状还表明大鼠出现肺部出血、肾脏功能异常、红细胞免疫功能降低等毒性作用。